# Eclipso
Eclipso es un supervillano de los cómics estadounidenses publicados por DC Comics.Creado por Bob Haney y Lee Elias, el personaje aparecería por primera vez en House of Secrets #61 (agosto de 1963). El personaje guarda notables similitudes con Dr. Jekyll y Mr. Hyde.
Eclipso es una poderosa entidad mágica a menudo retratada como una manifestación primordial de la ira divina, que se cree que está vinculada a la ira de Dios. Comparable al Espectro,Eclipso es considerado un Ángel de la Venganza. Tras su destitución de su puesto original, el personaje a veces se asocia con los Señores del Caos como su agente. En la continuidad de New 52 en adelante, información adicional sobre el personaje revela que Eclipso ocasionalmente se reencarna en vidas diferentes. Una de esas encarnaciones es Kaala, también conocida como el Señor de la Casa Onyx, proveniente de Gemworld. A lo largo de la historia de Eclipso, el personaje se representa con frecuencia como un adversario de la Liga de la Justicia, sus equipos afiliados y Amethyst, Princesa de Gemworld. En particular, Eclipso posee la capacidad de posesión, marcada por distintivas marcas faciales azules que se asemejan a un "eclipse".
Eclipso apareció como el principal antagonista de la segunda temporada del programa de televisión The CW Stargirl interpretado como adulto por Nick E. Tarabay y Jason Davis y como un niño por Milo Stein.

## Historia de la publicación
Eclipso apareció por primera vez en House of Secrets # 61 (agosto de 1963) y fue creado por Bob Haney y Lee Elias.

## Biografía del personaje ficticio
Originalmente, Eclipso fue escrito como un villano genérico con superpoderes promedio, que habitualmente representaba un complot elaborado para cumplir con sus motivaciones hedonistas. Sin embargo, la miniserie Eclipso: The Darkness Within modificó al personaje para que fuera una entidad malvada y megalómana. El personaje de Eclipso se lamenta del poder que una vez tuvo como un espíritu de venganza divina. Eclipso frecuentemente buscaría poseer seres de poder increíble como Superman, Lar Gand y Capitán Marvel para lograr sus fines.

### Bruce Gordon
El debut de Eclipso en los cómics está vinculado a su primer presentador moderno, Bruce Gordon (nombrado así por Bruce Wayne y el Comisionado Gordon como una broma), un científico especializado en energía solar. Mientras se encontraba en la selva para ver un eclipse solar, Gordon fue atacado por un hechicero tribal llamado Mophir. Antes de lanzarse a la muerte por un precipicio, Mophir hirió a Gordon con un diamante negro. Después, Gordon se transformó en el villano Eclipso cada vez que ocurría un eclipse. Un círculo azul grisáceo o púrpura cubría los dos tercios más a la derecha de su cara, pareciéndose a un eclipse parcial. Gordon experimentó muchas transformaciones y desventuras de Jekyll-and-Hyde en House of Secrets. Durante este período, Eclipso fue retratado como un villano convencional, que posee súper fuerza, invulnerabilidad parcial y explosiones oculares (ayudado por su diamante negro). Las transformaciones de Eclipso se modificaron posteriormente de modo que cualquier tipo de eclipse natural, lunar o solar, causaría que Eclipso y Gordon se separaran entre sí, mientras que un "eclipse artificial" (un objeto que bloquea una fuente de luz) simplemente transformaría a Gordon en Eclipso. Cualquier destello de luz brillante desterraría a Eclipso en el cuerpo de Bruce Gordon o revertiría el cambio.

#### The Darkness Within
A principios de la década de 1990, DC volvió a utilizar Eclipso en un crossover de la compañía construido alrededor de la miniserie Eclipso: The Darkness Within. Se reveló que Eclipso no era simplemente la mitad oscura de Bruce Gordon, sino un demonio vengativo que había poseído a Gordon. El alma de Eclipso originalmente había sido atada dentro de un gigante diamante negro llamado el "Corazón de la Oscuridad" en África. Un cazador de tesoros lo encontró a fines del siglo XIX y lo llevó a Londres en 1891, donde un joyero lo cortó en mil fragmentos. Esto debilitó el hechizo de enlace, lo que le permitió a Eclipso poseer a cualquiera que se enojara mientras estaba en contacto con uno de los fragmentos. Ya no estaba limitado a poseer a Gordon durante un eclipse, sino que fingía lo contrario para que Gordon no supiera la verdad sobre los diamantes negros.
Durante el siglo siguiente, la entidad Eclipso reunió los fragmentos de diamante con la intención de destruirlos a todos, liberando su verdadero poder. Cuando Lar Gand descubrió el palacio de Eclipso en la luna y vagó por el interior, inspiró a Eclipso a poseer a todos los héroes de la Tierra y usarlos para su objetivo final, la conquista de la Tierra y la venganza contra Dios por haberlo encarcelado en el Corazón de la Oscuridad. Eclipso afirmó que había pasado los últimos años "haciéndose pasar por un villano de nivel B" para permanecer sin ser detectado por los héroes de la Tierra y se había limitado a atacar a Gordon con el propósito de aplastar la investigación de Gordon sobre la ciencia solar. Si Gordon hubiera logrado su objetivo de convertir la energía solar en la fuente de energía primaria del planeta, cualquier dispositivo con energía solar podría usarse como un arma contra Eclipso.
En el clímax de la historia, varios de los héroes de la Tierra fueron poseídos por Eclipso y transportados a la luna durante un eclipse. Luego absorbió a estos héroes en su propio cuerpo, ganando su masa y también sus poderes inherentes. Gordon dirigió a un grupo de héroes armados con armas solares a la luna en un intento por derrotar a Eclipso de una vez por todas. Los héroes absorbidos fueron liberados al final, pero solo después de que Will Payton destruyera la base lunar de Eclipso mediante la detonación de su propio cuerpo con energía solar. Los fragmentos de diamante de Eclipso permanecieron en la Tierra.

#### Eclipsoseries
Tras el evento de crossover, Eclipso apareció en una serie en solitario. Él conquistó el país sudamericano de Parador al poseer una persona a la vez. Los Estados Unidos enviaron un equipo de investigación compuesto por Cave Carson, Bruce Gordon y la novia de Gordon, Mona Bennet. Las piernas de Carson se rompieron y lo dejaron en la frontera.
Gordon y Bennet fueron llevados a una gira y se les mostraron varias atrocidades, como pilas de cadáveres de niños. Escaparon con la ayuda de Creeper y formaron un grupo de héroes llamados Shadow Fighters. Este grupo fue dirigido por Amanda Waller, anteriormente integrante del Escuadrón Suicida. En el número 13 de la serie, Eclipso los derrotó, matando a Wildcat II, el segundo Dr. Midnight, el Creeper, el comandante Steel, Manhunter IV (un timbre de Mark Shaw) y Major Victory. Creeper ha vuelto a la acción en su propia serie.
El pacificador también estuvo involucrado en esta acción. Murió en un accidente de helicóptero mientras intentaba destruir los tanques de Eclipso. Estos tanques estaban atacando al único miembro sobreviviente de la fuerza de ataque de Shadow Fighter, Nemesis.
Los otros sobrevivientes de la Fuerza de la Sombra, aquellos que no habían atacado directamente a Eclipso, se reagruparon. Eclipso los atacó con un misil Parador que evadieron usando la habilidad de teletransportación de Nightshade. Durante la fuga, el padre de Mona fue secuestrado de su vehículo, pero más tarde regresó con vida. Los sobrevivientes llegaron al edificio de las Naciones Unidas, justo a tiempo para frustrar otra parcela de Eclipso al aterrizar su vehículo en su víctima prevista.
Bruce Gordon y Mona Bennet lideraron a los superhéroes de la Tierra en un ataque a Parador, en un intento de destruir Eclipso de una vez por todas. Eclipso reveló que no se atrevería a matar a Gordon y Bennet, porque su hijo por nacer viajará al pasado como adulto y liberará a Eclipso del diamante.
Eclipso finalmente fue derrotado cuando el Phantom Stranger reunió los mil fragmentos de diamantes negros y los fusionó de nuevo en el Corazón de la Oscuridad, aprisionando a Eclipso de nuevo. Su cuerpo físico, el hijo adulto de Bennet y Gordon, se evaporó frente a sus padres.

#### Espectro
Más tarde, en la década de 1990, la serie The Spectre dio revelaciones clave sobre Eclipso. El Espectro no fue la primera encarnación de la ira de Dios, sino que fue el reemplazo de Eclipso. El escritor de la serie John Ostrander eligió retratar esto como una distinción entre la búsqueda de "venganza" del Spectre y la búsqueda de "venganza" de Eclipso. En un contexto bíblico, Eclipso fue responsable de la inundación de Noé, mientras que el Espectro fue el Ángel de la Muerte que mató a los primeros niños egipcios.
El Espectro destruye el Corazón de la Oscuridad junto con los restos del palacio de Eclipso en la luna, quemándolos en cenizas con el Poder Sagrado de Dios y echando las cenizas al espacio.

### Alex Montez
Eclipso regresa después de varios años de ausencia en la historia de "Princes of Darkness" en JSA como aliado de los otros villanos Mordru y Obsidian. Alexander Montez, primo de Yolanda, jura vengarse de Eclipso por la muerte de Yolanda. Para ello, reúne los 1.000 diamantes negros, los licua y los inyecta en sí mismo; Todos salvo uno, que guarda para evocar a Eclipso. Se desconocía exactamente cómo habían regresado los diamantes de Eclipso. Montez cubre su cuerpo con tatuajes tribales de los que dice que se había enterado en la Isla Diablo. Con estos tatuajes, Montez puede invocar todos los poderes de Eclipso disparando el diamante con su ira, mientras mantiene el control de sí mismo y mantiene a Eclipso atrapado dentro. Como el nuevo Eclipso, se une al equipo de corta duración de héroes de cañones sueltos reunidos por Black Adam, que fue el tema de la siguiente historia "Black Reign".
Durante el reinado de Adam en Kahndaq, Alex se involucra románticamente con su compañera de equipo Soseh Mykros, la Némesis femenina. Sin embargo, durante una batalla, uno de los glifos de enlace de Alex (que mantiene a Eclipso en control) se rompe a través de una herida en el hombro. Eclipso pronto mata a Némesis. Alex se suicida para evitar que Eclipso lo controle aún más. Esta historia fue significativa, ya que significaba que Eclipso ya no tenía un número ilimitado de diamantes negros esperando en el mundo para su utilización.
Esta encarnación de Eclipso nunca fue mostrada usando ningún poder que no fuera el de sus ojos.
En Countdown to Mystery # 4, el cuerpo de Alex es adquirido por los seguidores de Eclipso para un ritual mágico aún desconocido. En el número 6, todos los fragmentos de diamante negro en su cuerpo se recombinan en su forma original.

### "Lightning Strikes Twice"
A pesar de la pérdida de los otros diamantes negros, el incorpóreo Eclipso trata de poseer a Superman antagonizándolo a través de muchas muertes. Eventualmente posee a Superman al derrotarlo a través de su posesión de Lois Lane. En este punto, el mago Shazam interviene enviando al Capitán Marvel para luchar contra el poseído Eclipso-Superman. Gracias a la debilidad de Superman a la magia, el Capitán Marvel puede causar una cantidad significativa de daño a Eclipso. Un método de ataque prominente que utiliza es desencadenar continuamente sus transformaciones en las proximidades de Superman, lo que resulta en el rayo Eclipso.
Eventualmente, el mismo Shazam elimina a Eclipso de Superman al pedirle al propio Specter sin huésped que lo haga. El Espectro obliga a Eclipso a volver a un solitario diamante negro. El Espectro luego advierte a Shazam que se ha convertido en un enemigo de Eclipso y que el Espectro que ahora no tiene hostios ya no podrá defenderlo ya que carece de la coherencia necesaria para recordar efectivamente cualquier cosa más allá de su "misión". Al final de esta serie, el diamante negro se ve aparecer en la celda de Jean Loring en Arkham Asylum.

### Jean Loring
En la miniserie del Día de la Venganza, vinculada al evento Crisis infinita, Jean Loring, exesposa de Átomo (Ray Palmer) y asesina de Sue Dibny como se vio en la miniserie Identity Crisis, descubrió el último diamante negro en su celda de la prisión. se convirtió en el nuevo Eclipso y engañó a Specter para que atacara a los héroes basados en la magia como su venganza contra Shazam, quien finalmente fue asesinado mientras luchaba contra el Espectro. Después de defenderse de múltiples ataques sobre sí misma, Eclipso-Loring finalmente fue teletransportada a una órbita no decadente alrededor del sol por Nightshade.
En las páginas de Infinite Crisis, Alexander Luthor, Jr. reveló que había enviado a Superboy-Prime para recuperar el diamante negro y que Psico-Pirata se lo entregó a Loring por orden de Alex y manipuló a Eclipso para que manipulara el Espectro. Todo esto se hizo con el fin de dividir la magia en energía mágica pura, que Alexander podría usar para sus propios fines. La muerte de Shazam fue particularmente útil, ya que sus diversos campeones se convirtieron en una atadura de poder. Todo lo que Alex tenía que hacer era capturar a uno de ellos, hacerles decir 'Shazam' y convocarían su relámpago para alimentar su máquina.
En la semana veintisiete de 52, Ralph Dibny, en una búsqueda para devolverle la vida a su esposa Sue y guiado por el casco del Doctor Fate, se acerca al Espectro y promete cumplir con cualquier oferta que el Espectro exija para restaurar a su esposa a la vida.
El Espectro, que deseaba vengarse de Eclipso por las manipulaciones que hizo de él durante la Crisis Infinita, pero se volvió incapaz de tomarlo debido a su actual carencia de anfitrión, ordena a Dibny que castigue a Eclipso a cambio de la vida de su esposa. Dibny, al darse cuenta de que esto significaba castigar a Jean Loring, el asesino de su esposa, y le otorgó temporalmente el poder del Espectro, lleva a Eclipso al punto en el que ella (como Jean Loring) asesinó a su esposa y, restaurando la cordura de Jean, intenta despiadadamente ella en un bucle de tiempo permanente y obligarla a verse a sí misma asesinando a Sue Dibny una y otra vez por toda la eternidad.
Su cordura se recuperó y Eclipso se la quitó, Loring, aterrorizada, le pide perdón a gritos y le grita que estaba loca cuando asesinó a Sue y que "no fui yo". Dibny, afectado por sus súplicas, su compasión y sus propios sentimientos al ver la muerte de su esposa, se encuentra incapaz de tal crueldad y se niega a completar su pacto con el Espectro, devolviendo a Eclipso a su órbita alrededor del sol.
Recientemente se la ha visto en Blue Beetle # 16, en busca de un nuevo anfitrión. Habiendo llegado a la conclusión de que las almas corruptas de sus anfitriones son la causa de sus fracasos, intenta poseer un bebé con un gran potencial mágico y un alma pura e incorrupta. Ella es frustrada en este intento por Blue Beetle y Traci Thirteen. Ella incluso se las arregla para tomar el control de Blue Beetle y le otorga su "deseo supremo de poder", con la intención de usar al Beetle corrompido para matar a los defensores del bebé. Para su total mortificación, esto significa el deseo supremo de Beetle, convertirse en un dentista para poder cuidar a su familia, se cumple y se deja a un lado con facilidad.
En Countdown to Mystery se reveló que todos los diamantes negros de Eclipso se extrajeron en Apokolips hace milenios y que Eclipso fue creado por Darkseid.
En la campaña publicitaria "La seducción de los inocentes" de Countdown DC , se puede ver claramente el brazo de Eclipso, con Mary Marvel con un aspecto desviado y la cara medio sombreada. De hecho, Eclipso se ve en Countdown # 38 viendo a Mary Marvel y planeando hacer de Mary su secuaz. Aumentando su ira y sus sospechas en torno al otro ser mágico que la rodea, se las arregla para hacer que la soleada y alegre disposición de María se convierta en pura ira y desconfianza y luego se ofrezca como amiga y confidente. Sin embargo, después de intentar convertirla en la concubina de Darkseid, Mary se rebela e intenta matarla.
En Countdown To Mystery, Eclipso corrompe más héroes, primero Plastic Man y luego fija su mirada en el Creeper. Mary descubre la manipulación que Eclipso hace de ella y en Countdown # 17 sacrifica sus habilidades y ataca a Eclipso con todo su poder, dejando a Mary y Jean en los océanos que rodean Themyscira. Loring es visto por última vez hundiéndose en el océano con un tiburón acercándose y Eclipso regresa para habitar a Bruce Gordon, declarándola perdida.

#### Rise of Eclipso
Durante el evento del Día más brillante , un ser misterioso conocido como La Entidad le dice a Jade que ayude a su hermano, Obsidian a "equilibrar la oscuridad", ya que en última instancia salvará a sus amigos de una amenaza no identificada. Cuando la Entidad dice esto, una visión sonriente de Eclipso aparece detrás de Jade.
Después de esto, Eclipso vuelve a despertar dentro de Bruce, destruyendo la Isla Diablo y aparentemente matando a Mona en el proceso. Eclipso posteriormente secuestra a Shade, Acrata, Nightshade, Shadow Thief, una villana francesa llamada Bette Noir y una superhéroe canadiense llamada Cuervo Oscuro, todos los cuales poseen habilidades basadas en la sombra. Después de lavar el cerebro de sus cautivos y ponerlos bajo su control mental, Eclipso viaja a un plano extradimensional, donde libera a una entidad demoníaca conocida como Sythunu, quien acepta servir a Eclipso. Con su pequeño equipo listo, Eclipso viaja a la Ciudad Esmeralda que Alan Scott estableció en la luna, afirmando que ahora desea capturar a Jade. Después de tomar el control de Jade, Eclipso derrota y posee la lista de reserva de la Liga de la Justicia (compuesta por Cyborg, Doctor Light, Red Tornado, Animal Man, Tasmanian Devil y Bulleteer), y luego hiere gravemente al ángel Zauriel. Con la Liga de la Justicia superada en número, Eclipso revela que su objetivo final es matar a Dios de alguna manera. Eclipso luego tortura a Zauriel, haciendo que sus gritos atraigan la atención del nuevo Espectro, Crispus Allen. El Espectro llega a la luna, donde Eclipso lo embosca y lo mata, absorbiendo los poderes del Espectro sobre su desaparición. Con sus nuevas habilidades, Eclipso revela que Dios confía en el amor colectivo de la humanidad para mantenerse con vida, y que al destruir la Tierra, Eclipso finalmente matará a Dios de una vez por todas. Así como los miembros del JLA se preparan para lanzar un contraataque, Eclipso destruye la luna, aparentemente condenando a toda la vida en la Tierra. Con la luna destruida, Eclipso aparentemente mata a Donna Troy, la miembro físicamente más fuerte que queda de la Liga de la Justicia. Sin embargo, finalmente se revela que la muerte de Donna fue una ilusión evocada por Saint Walker, quien usó su anillo de poder azul de atrapar temporalmente a Eclipso en un estado de euforia. Después de que Átomo y Starman rompen el vínculo de Eclipso con sus esclavos lavados el cerebro, los héroes combinados atacan a Eclipso juntos, derrotándolo.

### The New 52
En septiembre de 2011, The New 52 reinició la continuidad de DC. En esta nueva línea de tiempo, Eclipso es representado como el dios de la venganza y una vez más atrapado en el Corazón de la Oscuridad. Sin embargo, una organización criminal que trabaja para Kaizen Gamorra intenta robar el objeto con el Equipo 7 tratando de detenerlos. Durante la pelea, Slade Wilson está brevemente poseído por Eclipso. Con la ayuda de Essence, los otros héroes logran atraparlo nuevamente en el diamante negro, que luego se envía a un lugar seguro. Cinco años después, Catwoman es contratada para robar el diamante, que ahora se encuentra en una de las habitaciones secretas de ARGUS; ella tiene éxito aunque se ve afectada por la magia del objeto.
Eclipso se revela posteriormente como un habitante de Gemworld con los poderes de House Onyx y House Diamond y fue una vez Kalaa del planeta Gilaa. Fue atrapado en el diamante por la entonces Princesa de la Casa Amatista hace siglos. Ahora que posee al Dr. Alex Montez, John Constantine lo envía de regreso a Gemworld, donde toma el control de las dos Casas a las que está conectado. Buscando venganza contra la Casa Amatista, es derrotado por la Princesa Amaya y nuevamente atrapado en el diamante.
Más tarde, el diamante negro es entregado al científico Gordon Jacobs., que ha caído de la gracia. Usando la ira de Gordon, Eclipso desde el interior de la gema lo manipuló para que se cortara con la gema para poder poseerlo. Después de tomar su cuerpo, Eclipso asesina a Jonah Bennet, la pareja de Gordon y padre de su novia, Mona, que ha venido a visitar a Gordon, pero luego Gordon se da cuenta de que estaba fuera de control y que debe destruir la gema, pero Eclipso le dice que si lo hace También se suicidará porque son lo mismo ahora. Eclipso también manipula y convence a Gordon para que no tire la gema utilizando a Mona como excusa. Sin embargo, Eclipso advierte que si el diamante y él son destruidos, el vínculo de sangre entre ellos significa que Gordon también morirá. Manipulativamente, Eclipso recuerda que con la muerte de Jonah, Gordon debe estar allí para consolarla, y pronto, Gordon está convencido.

### DC Rebirth
En el evento DC Rebirth Justice League vs. Suicide Squad, Maxwell Lord usa un equipo de Lobo, Johnny Sorrow, Emerald Empress, Rustam y Doctor Polaris, identificado como la encarnación original del Escuadrón Suicida, para robar el Corazón de la Oscuridad de una bóveda. La base de Amanda Waller, lo que le permite expandir sus poderes para tomar el control de la Liga de la Justicia y la gente del mundo. Usando el Corazón de la Oscuridad, Maxwell Lord "logra" traer "paz" a todo Estados Unidos, pero rápidamente se degenera en una histeria masiva a medida que el cristal corrompe a los que lo rodean. Sin embargo, Amanda Waller es capaz de hacer que Maxwell Lord vuelva a sus sentidos y se da cuenta de que el Corazón de la Oscuridad está manipulando su poder para sembrar disturbios y caos. Antes de que Waller pueda ayudar a Lord a eliminar el Corazón de la Oscuridad, infecta a Lord y lo convierte en un anfitrión para Eclipso, dejando que solo Batman y el Escuadrón Suicida se enfrenten a su Liga de la Justicia en un enfrentamiento en la Casa Blanca (después de haber sido transportado allí por Cyborg). a través de Boom Tube, los componentes mecánicos de Cyborg lo ayudan a resistir la influencia del Corazón de la Oscuridad el tiempo suficiente para ayudar a Batman y al Escuadrón. Eclipso puede hacerse cargo de la mayor parte del escuadrón aprovechando sus deseos más oscuros, pero Batman y Lobo son capaces de contenerlos el tiempo suficiente para que Killer Frost use sus poderes para crear un prisma, perfectamente modulado para reflejar la visión de calor de Superman a una Frecuencia que hará retroceder a Eclipso. Con su agarre debilitado, Eclipso intenta escapar dibujando el deseo más oscuro de Killer Frost, pero como lo que realmente quiere en el fondo es hacer una diferencia, es capaz de deshacerse de Eclipso, dejándolo atrapado en el diamante una vez más mientras que Lord está encarcelado.

## Poderes y habilidades
Eclipso es la manifestación primordial de la ira de Dios y fue responsable del Gran Diluvio de la fama bíblica. Eclipso, un ser mágico de fuerza incalculable, ha demostrado los poderes del vuelo, la inmortalidad, la invulnerabilidad, la velocidad y la resistencia, el intelecto avanzado y la capacidad de emitir rayos mortales de luz oscura desde su ojo izquierdo y un poderoso estallido de luz negra paralizante. su ojo derecho mirando a través de un fragmento de la gema Corazón de Oscuridad. Lleva consigo una espada mística aparentemente inquebrantable y es un espadachín considerable.
Eclipso posee vastos poderes mágicos que le permiten realizar proezas divinas como la manipulación del clima y los mares para causar desastres naturales (inundaciones, tormentas eléctricas, etc.), aumentando su tamaño al de un gigante, absorbiendo los poderes del Espectro, y proyectando poderosa energía de sus manos que puede aturdir o matar a sus oponentes. Como antiguo siervo de Dios, Eclipso puede "hablar" el lenguaje angelical; Una combinación de armonía, discordancia, vibración y telepatía.
En su publicación posterior, sus poderes han crecido aún más, mostrando una vasta capacidad cosmológica, si no la realidad, en su punto máximo, pudiendo provocar un eclipse solar que ahoga al mundo entero en la oscuridad.
Eclipso puede eclipsar a cualquiera que toque o entre en contacto con la maldita gema Heart of Darkness, que controla los poderes del anfitrión e influye en sus comportamientos y recuerdos para los fines de Eclipso. Luego puede fortalecer a su anfitrión mejorando sus capacidades normales o otorgándole nuevos poderes. En sus últimas apariciones, Eclipso posee un poder de posesión aún mayor que el visto anteriormente y después de poseer a Maxwell Lord, sus habilidades para poseer y corromper a las personas se intensificaron. Ya que no necesita que la gente toque físicamente la piedra para que los afecte, puede poseer de forma remota varios hosts, siempre que pueda corromperlos primero. Además, su influencia puede exacerbar los impulsos más oscuros de los individuos que están bajo su dominio y aquellos a quienes posee sufren una transformación visible; Ganando un aspecto físico más monstruoso. Él puede cambiar físicamente su cuerpo de huéspedes principal a su forma física más poderosa y verdadera.
A pesar de su poder, todavía está sujeto a las leyes divinas de la Presencia y está sujeto a un castigo aún mayor por parte de la Presencia si estos límites se cruzan.

## Otras versiones

### JLA: The Nail
En la historia del mundo alternativo LJA: El clavo un restringido Bruce Gordon / Eclipso hace una aparición en los Laboratorios Cadmus del profesor Hamilton.

### Smallville
Eclipso y su principal presentador, el Dr. Bryce Gordon, aparecen en el cómic digital de la temporada 11 de Smallville basado en la serie de televisión. Apareciendo en Metrópolis después de una excavación en África, el Dr. Gordon se convierte en Eclipso e involucra a Superman, quien es llevado a la policía. Más tarde se escapa y Eclipso es engañado para que posea a Superman y Superboy, lo que deja a Gordon bajo custodia y el diamante negro se destruye. Luego, los restos son aparentemente recolectados por Emil Hamilton y STAR Labs, lo que revela que los fragmentos se están enviando señales entre sí. Steve Lombard toma uno de los fragmentos.quien controla los restos en Metrópolis, que lleva a Gordon enloquecido y los héroes a Eclipso. El monstruo Eclipso es luego derrotado por los héroes y Hank Henshaw con los restos llevados al espacio por Green Lantern.

### Justice League 3001
En Justice League 3001, Terry Magnus es llevado a Lady Styx, quien transforma a la primera en su nuevo sirviente, Eclipso. Eclipso tiene la tarea de destruir la Liga de la Justicia y forma una Legión de la Muerte para hacerlo. Eclipso y su Legión de la Muerte encuentran la Isla Paraíso y atacan la Liga de la Justicia. A medida que Flash (Teri Magnus) se aleja para alertar a los demás miembros, Eclipso la confronta y revela que él es su hermano Terry. Eclipso es entonces interrumpido por Wonder Woman.

## En otros medios

### Televisión
- Eclipso aparece en el episodio de la Liga de la Justicia "Eclipsado". Aunque nunca se mencionó por su nombre, Eclipso se caracteriza por ser las almas colectivas de una raza malvada de humanoides con forma de serpiente llamados "Ophidians", quienes se encerraron en un diamante negro llamado "Corazón de Oscuridad" para destruir a la raza humana. Uno de los anfitriones humanos poseídos por Eclipso, el general McCormick (expresado por Bruce McGill), aparece con el traje original de Eclipso usado por Bruce Gordon, y uno de los colegas del general le dijo que la mejor manera de atraer a la Liga de la Justicia es "ponerse un traje llamativo y amenazar con lastimar a mucha gente". Este Eclipso intenta oscurecer permanentemente el sol y poseer toda la Liga de la Justicia, excepto Flash y Batman (Batman no apareció en este episodio). Al principio, Eclipso posee un miembro del equipo a la vez que el diamante negro se pasa de mano en mano, pero cuando Hawkgirl aplasta apresuradamente la piedra, todos, excepto Flash, se espolvorean con los fragmentos y se poseen como grupo. Sin embargo, Flash pudo expulsar a los espíritus de sus compañeros de equipo y, posteriormente, los ayudó a crear un agujero de gusano para drenar la energía negra que Eclipso usaba para oscurecer el sol. Mophir (con la voz de Tracey Walter) todavía existe en esta versión, pero en lugar de ayudar a crear Eclipso, es miembro de una tribu que guarda el diamante del Corazón de la Oscuridad y lucha contra los Ophidians cuando logran poseer un huésped humano.
- La encarnación de Bruce Gordon de Eclipso aparece en la serie de acción en vivo Stargirl, con la voz de un actor de voz no acreditado en la primera temporada e interpretado por Jason Davis y Nick E. Tarabay en la segunda temporada respectivamente, con Milo Stein interpretando a un joven Gordon.[33] Esta versión de Gordon es un ex arqueólogo que encontró el Diamante Negro en la Isla del Diablo y finalmente permitió que Eclipso tomara el control total de su cuerpo. Después de matar a la hija de Charles McNider, Rebecca, Eclipso entró en conflicto con la Sociedad de la Justicia de América (JSA) original antes de que Starman matara a Gordon y encarcelara a Eclipso en el Diamante Negro, que los héroes contenían en su cuartel general hasta que la Sociedad de la Injusticia los atacó y el Mago reclamo el Diamante Negro. En el presente, Cindy Burman encuentra el Diamante Negro en la unidad de almacenamiento del Mago y comienza a trabajar con Eclipso para formar su versión de Sociedad de la Injusticia llamada Injusticia Ilimitada. Después de reclutar a Isaac Bowin y Artemis Crock, luchan contra la JSA de Stargirl y Shade hasta que Stargirl rompe accidentalmente el Diamante Negro. Libre de su encarcelamiento, Eclipso traiciona a Cindy, usando un fragmento de diamante para enviarla a Shadowlands antes de consumir a Bowin, hiriendo a Hourman y haciendo que Shade y Crock huyan antes de hacer lo mismo. Utilizando la semejanza de Gordon, Eclipso pronto resurge para atormentar a la JSA y la familia de Stargirl a través de sus emociones y recuerdos negativos. Mientras Beth Chapel puede resistir, Eclipso envía a Stargirl a Shadowlands. Después de que Shade rescata a Stargirl y Burman, la pareja une fuerzas con JSA, Sportsmaster, Tigress, Starman, Solomon Grundy y Thunderbolt para luchar contra Eclipso. Mientras Eclipso mata a Grundy y posee a Stargirl, ella lo obliga a salir de ella con la ayuda de Starman, después de lo cual Sportsmaster y Tigress lo debilitan, lo que permite que Stargirl, Starman, Jade y Thunderbolt lo golpeen, lo que hace que Thunderbolt convierta a Eclipso en una tostada, que los héroes esconden para su custodia.
  - Alex Montez también aparece en Stargirl, interpretado por Jonathan Blanco. Debutando en el episodio "Wildcat", fue el único miembro de la familia católica de Yolanda que no la vio como una desgracia después de que ella fuera humillada públicamente debido a que se le filtró una foto atrevida que le había enviado a su novio de la escuela, Henry King Jr..

### Película
- Eclipso aparece en la película animada Superman / Batman: Public Enemies. Él está entre los supervillanos que atacan a Superman y Batman.
- Jean Loring como Eclipso aparece en DC Super Hero Girls: Hero of the Year, con la voz de Mona Marshall.
- Jean Loring como Eclipso aparece en Lego DC Super Hero Girls: Brain Drain, con la voz de Mona Marshall.

### Videojuegos
- Eclipso aparece en Justice League: Chronicles .
- Eclipso aparece en DC Universe Online, con la voz de Jason Liebrecht. Eliminó la humanidad del Espectro por órdenes de Circe, volviendo loco al Espectro. El jugador se une a Green Arrow y Green Lantern para luchar contra Eclipso, y el Specter posee al jugador y derrota fácilmente a Eclipso. El Espectro hace que Eclipso desaparezca. Eclipso también es un aliado para los personajes villanos, ayudándolos en una lucha contra Demon Etrigan y Zatanna.
- Eclipso aparece como un personaje jugable en DC Unchained.
- Eclipso / Bruce Gordon aparece en Lego DC Super-Villains.